# هند بومشمر
هند بومشمر (13 يناير 1986)، مذيعة مغربية تحمل الجنسية فرنسية. تعيش في الإمارات العربية المتحدة وتحديداً في مدينة دبي منذ عام 2006 بعدما قررت دخول المجال الإعلامي.
تعمل حالياً بمجموعة إم بي سي كمنتجة ومقدمة برامج. سبق وقدمت عدة فقرات ببرنامج صباح الخير يا عرب، وفقرة الصحافة في برنامج «في أسبوع»، وقدمت برنامج «إنت تستاهل» برفقة جورج قرداحي. سبق وأن شاركت اللإعلامي مصطفى الآغا في تقديم برنامج صدى الملاعب، حيث تشارك كمذيعة بديلة مرتين أسبوعياً في البرنامج الذي يعرض على قناة إم بي سي 1.

## برامجها
- صباح الخير يا عرب.
- صدى الملاعب.